# 24e division d'infanterie (Empire allemand)
Pour les articles homonymes, voir 24e division d'infanterie.
La 2e division d'infanterie royale saxonne, devenue en 1914 la 24e division d'infanterie, est une unité de l'armée saxonne intégrée à l'armée allemande à partir de la guerre franco-allemande de 1870. Elle participe à la Première Guerre mondiale. Au déclenchement de ce conflit, la 24e division forme avec la 40e division d'infanterie le 19e corps d'armée (de) rattaché à la 3e armée. Elle participe à la prise de Dinant, puis à la poursuite des troupes françaises. En septembre, elle est engagée dans la bataille de la Marne puis est transférée dans les Flandres où elle combat dans la région d'Ypres.
En 1915, la 24e division est sollicitée à plusieurs reprises pour s'opposer aux tentatives alliées de percées du front en Artois des mois de juin et de septembre. En 1916, elle est engagée lors de la bataille de la Somme. L'année suivante, elle combat aux batailles de Messines et de Passchendaele. En 1918, la division fait partie des unités employées lors de l'offensive Michael ; à partir de l'été elle participe aux combats défensifs de l'armée allemande devant la progression alliée. Après la signature de l'armistice, la 24e division est transférée en Allemagne et dissoute au cours de l'année 1919.

## Guerre franco-allemande de 1870

### Composition en 1870
- 47e brigade d'infanterie (3e brigade d'infanterie saxonne)

104e régiment d'infanterie (de)
105e régiment d'infanterie
- 48e brigade d'infanterie (4e brigade d'infanterie saxonne)

106e régiment d'infanterie
107e régiment d'infanterie
- 12e bataillon de chasseurs à pied (de)
- 13e bataillon de chasseurs à pied (de)

### Historique
Au cours de la guerre franco allemande de 1870, l'armée saxonne est alliée à l'armée prussienne. Elle combat lors des batailles de Saint-Privat et de Beaumont avant de participer à la bataille décisive de Sedan. La division est ensuite engagée dans le siège de Paris.

## Première Guerre mondiale

### Composition
La 24e division d'infanterie recrute ses éléments uniquement dans le royaume de Saxe, dans la région de Leipzig.

#### Temps de paix, début 1914
- 47e brigade d'infanterie (3e brigade d'infanterie saxonne), (Döbeln)

139e régiment d'infanterie (Döbeln)
179e régiment d'infanterie (Leisnig), (Leipzig), (Wurzen)
- 48e brigade d'infanterie (4e brigade d'infanterie royal saxon), (Leipzig)

106e régiment d'infanterie (Leipzig)
107e régiment d'infanterie (Leipzig)
- 24e brigade de cavalerie (2e brigade de cavalerie royal saxon) (Leipzig)

19e régiment de hussards (de) (Grimma)
18e régiment d'uhlans (Leipzig)
77e régiment d'artillerie de campagne (Leipzig)
78e régiment d'artillerie de campagne (Wurzen)

#### Composition à la mobilisation - 1915
- 47e brigade d'infanterie

139e régiment d'infanterie
179e régiment d'infanterie
- 48e brigade d'infanterie

106e régiment d'infanterie
107e régiment d'infanterie
- 24e brigade d'artillerie de campagne

77e régiment d'artillerie de campagne
78e régiment d'artillerie de campagne
- 18e régiment d'uhlans
- 1re compagnie du 22e bataillon de pionniers

#### 1916
- 47e brigade d'infanterie

139e régiment d'infanterie
133e régiment d'infanterie
179e régiment d'infanterie
- 24e brigade d'artillerie de campagne

77e régiment d'artillerie de campagne
78e régiment d'artillerie de campagne
- 19e régiment de hussards
- 1re compagnie du 22e bataillon de pionniers

#### 1917
- 89e brigade d'infanterie

139e régiment d'infanterie
133e régiment d'infanterie
179e régiment d'infanterie
- 24e commandement divisionnaire

77e régiment d'artillerie de campagne
- 1 escadron du 19e régiment de hussards
- 2e et 5e compagnies du 22e bataillon de pionniers

#### 1918
- 89e brigade d'infanterie

139e régiment d'infanterie
133e régiment d'infanterie
179e régiment d'infanterie
- 24e commandement divisionnaire

77e régiment d'artillerie de campagne
90e bataillon d'artillerie à pied (état-major, 1re, 2e et 3e batteries)
- 1 escadron du 19e régiment de hussards
- 2e et 5e compagnies du 22e bataillon de pionniers

### Historique
Au déclenchement du conflit, la 24e division d'infanterie forme avec la 40e division d'infanterie le XIXe corps d'armée rattaché à la IIIe armée allemande.

#### 1914
- 4 - 11 août : La 48e brigade d'infanterie est amenée par V.F. à Prüm dans la région de l'Eifel, le 5 août elle pénètre au nord du Luxembourg.
- 11 - 22 août : regroupement de la division vers Houffalize, puis progression vers la Meuse.
- 22 - 27 août : engagée dans la bataille de Dinant ; soutient la IIe armée allemande en menaçant l'aile droite de la Ve armée française dans la bataille de Charleroi, combats vers Mettet et Philippeville puis progression vers la Sormonne.
- 28 août - 5 septembre : poursuite des troupes françaises, franchissement de l'Aisne et de la Marne.
- 6 - 10 septembre : engagée dans la bataille de la Marne, (bataille de Vitry) combats entre Vitry-le-François et Maisons-en-Champagne[2].
- 11 septembre - 4 octobre : repli en direction de Saint-Hilaire-le-Grand, puis occupation d'un secteur du front dans cette région.
- 5 octobre - 24 décembre : retrait du front, mouvement vers Lille puis dans les Flandres ; engagée dans la bataille d'Ypres.

#### 1915
- 25 décembre 1914 - 4 août 1916 : occupation de secteur sur le front des Flandres.

mars 1915 : réorganisation de la division, les 106e et 107e régiments d'infanterie sont transférés à la 58e division d'infanterie nouvellement créée. La 24e division est renforcée par l'arrivée du 133e régiment d'infanterie en provenance de la 40e division d'infanterie.
10 - 12 mars : plusieurs unités engagées dans la bataille de Neuve-Chapelle.
15 mai - 23 juillet : plusieurs unités engagées dans la bataille de Festubert au cours du mois de mai et dans la bataille de l'Artois par des renforts dans la région de Souchez.
25 septembre - 13 octobre : engagée dans la seconde bataille de l'Artois.
24 juin - 7 juillet : actions locales de diversion sur le front de la division, avant le déclenchement de la bataille de la Somme.

#### 1916
- 5 - 31 août : retrait du front, mouvement vers le front de la Somme et engagée dans la bataille de la Somme au nord de Pozières.
- 1er septembre - 4 octobre : retrait du front, mouvement dans les Flandres et occupation d'un secteur vers Neuve-Chapelle et La Bassée puis vers Le Sars et la butte de Warlencourt.
- 5 octobre - 8 novembre : retrait du front, la division est à nouveau engagée dans la bataille de la Somme. La division subit des pertes très lourdes plus de 6 217 hommes soit 69 % de l'effectif de l'unité[2].
- 9 novembre 1916 - avril 1917 : retrait du front, la division est transférée dans les Flandres et occupe un secteur entre le canal Ypres-Comines et la Douve.

#### 1917
- avril - 26 mai : retrait du front ; repos dans la région de Lille.
- 27 mai - 28 juin : en ligne dans le secteur de Wytschaete-Bogen[3]. À partir du 7 juin, engagée dans la bataille de Messines dans le secteur de Hollebeck, la division subit des pertes très lourdes.
- 29 juin - 7 août : retrait du front, repos.
- 7 août - octobre : en ligne dans le secteur sud-ouest de Houthem.
- début octobre - 28 octobre : retrait du front puis engagée dans la bataille de Passchendaele au sud-est d'Ypres au nord-ouest de Zandvoorde.
- 28 octobre 1917 - 11 février 1918 : retrait du front et occupation d'un secteur au sud de la Scarpe dans la région de Monchy-le-Preux.

#### 1918
- 11 février - 16 mars : relevée par la 185e division d'infanterie[3], mouvement dans la région de Valenciennes ; repos et instructions.
- 16 - 22 mars : mouvement par étapes par Raismes, Haveluy, Wallers, Aniche, Aubigny-au-Bac et Marquion.
- 22 - 30 mars : engagée dans l'offensive Michael, en seconde ligne jusqu'au 24 mars, puis combats dans le sud de Bapaume vers Ligny-Thilloy. La division progresse et atteint Grévillers le 26 mars, Achiet-le-Petit le 27 mars et Hébuterne le 29 mars[3].
- 30 mars - 6 avril : la division est placée en seconde ligne, en réserve.
- 7 - 15 avril : en première ligne dans le secteur de Hébuterne et de Bucquoy.
- 16 avril - 27 mai : retrait du front ; repos dans la région de Bapaume, puis de Valenciennes.
- 28 mai - 16 juin : la division occupe un secteur au bois d'Aveluy.
- 17 juin - 18 juillet : retrait du front ; repos et instruction dans la région de Cambrai en réserve de l'OHL.
- 18 - 31 juillet : mouvement vers les Flandres annulé, la division est transférée de Sancourt vers Chaulnes puis mouvement vers Le Quesnel[3] engagée dans la bataille de la Marne, (bataille du Soissonnais) ; occupation d'un secteur vers Hargicourt.
- 1er - 17 août : engagée dans la bataille de Picardie, forte résistance aux troupes françaises, 800 hommes de la division sont faits prisonniers[4].
- 18 - 26 août : retrait du front, repos dans la région de Ham.
- 27 août - 9 septembre : mouvement vers Laon, en ligne dans le secteur de Coucy-le-Château.
- 10 septembre - 3 octobre : la division est contrainte au repli, occupation d'un nouveau secteur vers Barisis-aux-Bois.
- 3 - 10 octobre : retrait du front et transport par camions vers Fontaine-Uterte et occupation d'un secteur vers Sequehart, la division est contrainte au repli vers Montbrehain, puis vers Vaux-Andigny[4].
- 11 octobre - 11 novembre : retrait du front, la division est observée vers Fourmies vers le 23 octobre, sa position est ensuite mal connue. À la fin du conflit, la division est rapatriée en Allemagne où elle est dissoute au cours de l'année 1919.

## Chefs de corps
| Grade                                  | Nom                                       | Date                               |
| -------------------------------------- | ----------------------------------------- | ---------------------------------- |
| Generalleutnant                        | Bernhard von Schimpff (de)                | 1er avril - 31 mai 1869            |
| Generalmajor                           | Gustav Erwin Nehrhoff von Holderberg      | 1er juin 1869 - 21 décembre 1873   |
| Generalmajor                           | Alban von Montbé (de)                     | 22 décembre 1873 - 10 mars 1885    |
| Generalleutnant                        | Adolf von Tschirschky und Bögendorff (de) | 11 mars 1885 - 31 janvier 1889     |
| Generalleutnant                        | Bernhard von Holleben genannt von Normann | 1er février 1889 - 23 janvier 1892 |
| Generalleutnant                        | Julius von Tschirschnitz (de)             | 24 janvier 1892 - 9 février 1893   |
| Generalleutnant                        | Gottlob von Hodenberg (de)                | 10 février 1893 - 1er avril 1897   |
| Generalleutnant                        | Heinrich Leo von Treitschke (de)          | 2 avril 1897 - 24 mars 1899        |
| Generalleutnant                        | Alexander Vitzthum von Eckstädt (de)      | 25 mars 1899 - 22 mars 1901        |
| Generalleutnant                        | Adolf von Rabenhorst (de)                 | 23 mars 1901 - 18 juin 1904        |
| Generalleutnant/General der Infanterie | Karl Ludwig d'Elsa                        | 19 juin 1904 - 10 juillet 1910     |
| Generalleutnant                        | Adolf Müller                              | 11 juillet 1910 - 21 juillet 1911  |
| Generalleutnant/General der Kavallerie | Hans Krug von Nidda (de)                  | 22 juillet 1911 - 4 mai 1916       |
| Generalmajor/Generalleutnant           | Rudolph Hammer (de)                       | 5 mai 1916 - 26 janvier 1919       |